# 梨本悠里
梨本 悠里（なしもと ゆうり、6月23日 - ）は日本の女性声優。主にアダルトゲームに声をあてている。

## 出演作品

### ゲーム
2008年
- シークレットゲーム -KILLER QUEEN-PS2（綺堂渚）

#### アダルトゲーム
2001年
- あにめショップへいこう!

2002年
- こんな魔法少女…アタシはレミィ（レミィ）

2004年
- 処女宮 〜栗毛の潮吹少女たち〜（益田このみ）
- すくみずポリス（加賀舞）
- Like Life

2005年
- eXceed（シンス・アベ）

2006年
- eXceed2nd -VAMPIRE-（ジークルーネ）
- キラークイーン（綺堂渚）
- キリエ・エレイソンPCDX -今宵は触手で孕ませNIGHT-（芹沢由真）
- 処女宮オマケシナリオ（益田このみ）
- 堕淫 〜屈辱のカミングアウト〜（当山真尋）

2007年
- 姉はグラビアアイドル（百瀬りよん）
- 淫落の鎖 〜チャットレディ姦落〜（白倉若葉）
- 操淫 〜恥辱に染まるトラウマ〜（東堂真里亜）
- 堕淫フォーカス 〜義姉との性交・拘束願望の少女〜（当山真尋）
- 堕淫巫女（雪野めぐみ）
- 女体採集 〜女の股に潜む蝶〜（草枕つむぎ）
- 復讐の連鎖 トリプルパック（紫堂ミカ、姫尾舞奈、白倉若葉）
- ママと妹と僕と先生（上篠美香）
- みみ×みみ! 〜発情注意報〜（森林胡桃）
- 令嬢トレーダー 〜交換取引〜（紫堂ミカ、姫尾舞奈）
- 令嬢トレーダー・Past 〜A Green Mail〜（紫堂ミカ）

2008年
- 姦系図 〜ゆとり君の逆襲〜（豊川香織）
- 催淫術師 〜恥辱まみれの絶頂〜（若木桃子）
- 操淫人形 〜怯える少女たち〜（東堂真里亜）

2009年
- 姉ニモマケズ 〜お姉ちゃんズは刺激的!〜（姉倉猫）
- 淫乳・みるく喫茶 〜裏メニューをめしあがれ〜（支倉みるく）
- 家族ヲ蝕ストイウコト（社小夜合）
- シークレットゲーム -KILLER QUEEN-DEPTH EDITION-（綺堂渚）
- 神出鬼没! 異次元肉棒 〜こんなところからお邪魔します〜（アイラ・ヘイズ）
- 被虐Ms 〜精液搾り取らないで!〜（南雲杏珠）

2014年
- しゅきしゅきだいしゅき!!（宇佐美美々）

#### 同人ゲーム
2001年
- PRAY TO SNOW

2003年
- アイリスの庭に 兄と妹のメイド物語
- かたおもい 想うことの贅沢 教えてくれたのはあなた
- メーキングプレイ

2004年
- 希望入りパン菓子（三田村茜、坂本みのり、坂上冬子）
- 逆転陵辱エンジェルオンライン
- 姉妹凌辱・優希燐版
- 土曜の夜の狐狩り・OUTSIDER版
- 変貌の晩餐（静原瑞奈）
- まじかる☆QUINTET!（スウィートマジカル・ミラクル☆ユーミ）

2005年
- 胡蝶遊郭（亜夏葉）
- こちら女々月温泉郷（女々月あゆみ、島本狩真、乳房愛）
- 妻娘変態奴隷（円城寺レイコ）
- つん★デれ! ぷにゅぷりEX（日向つくし）
- ふたなり魔女ッこぷちみぃたん（小原魅衣子、ぷちみぃたん）
- Black & White（シャル）
- 放課後援○クラブ（藍、さゆり、美久）
- まり×ありたくてぃくす 〜撃て!涙のツンデレアリス〜（上海人形）
- 密室 Situation:Elevater（人妻、妹）
- 凌辱の艦隊YUKIRIN版

2006年
- あねかん 〜おねえちゃんかんさつにっき〜（瀬尾りか）
- 廓 〜遊興館 宵闇櫻　第二章〜（圷樹里）
- 縮小病棟（上村ミコト、井之上ユウ）
- 少女崩壊 〜お兄ちゃんのカタルシス〜（なずな）
- 触手の穴に蠢く
- 涼○ハルヒの脱衣（朝比奈みくる）
- 涼宮ハルヒの誘悦（朝比奈みくる）
- それからおじさんは、毎晩私のベッドにもぐりこんで来るようになりました…（峰山美子）
- 痴漢さん体験ツアー 電車編（あきら）
- 転落隷女（緑川京子）
- にゃんにゃか大作戦（梅宮あんず）
- Re-udemonia -take a step backward-（悠）

2007年
- I.D.調教アーカイブス（ノン）
- あなたの傍で笑っていたい（三瀬陽菜）
- えむ すくらんぶる（小日向くるみ）
- 仮面の告白 Case3「真咲」（菱沼美佳）
- 廓 〜遊興館 宵闇櫻　第三章〜（菖蒲）
- 巨大魔法少女あどべんちゃー マジカルパール（駿河湾真珠(マジカルパール)）
- ダブルエッセンス（島崎香澄）
- 痴漢さん体験ツアー プール編（あきら）
- ねこぽり 〜ねこのおまわりさん〜（寒川えるざ）
- わたここ -わたしたちみんな心あるものだから-（ねねこ）

2008年
- くるくるぱおーん（堀江田ころも、堀江田雉歌）
- 触出産人AYANA（霧崎綾菜）
- 脱!とらぶる雀（西連寺春菜）
- 月明りのラズベリィ 〜つん★デれ! II〜 ぷにゅぷりEXE（日向つくし、黒崎零華）
- 姫騎士壊妊 〜子宮征服計画〜（ラウラ）
- ベスティエワルツ（ミナ）
- Rosenkreuzstilette / ローゼンクロイツスティレッテ（トラウアーレ・ヴレーデ）

2009年
- お掃除フェラチオCollection シルブプレ!（若葉）
- 触出産人AYANA完全版 〜触手銀河絶頂救世主伝説〜（霧崎綾菜）
- 初音ミクの羞恥レッスン 〜とあるボーカロイドの悲劇〜
- 平沢唯のアルバイト

2010年
- 蛯原里菜と秘密の部活
- 蛯原里菜の恥辱
- Sisters

2014年
- 輪舞曲Duo -夜明けのフォルテシモ- ぷにゅぷりff（リコ・フロックハート）

#### 歌
- 主題歌
  - 「しゅきしゅきちゅ〜いほう!」（しゅきしゅきだいしゅき!!）
  - 「ないしょのないしょ!」（ないしょのないしょ!）

### その他
- jamバンド（鼓リズム）